# Neue Fabel-Bilder in schönstem Farbendruck

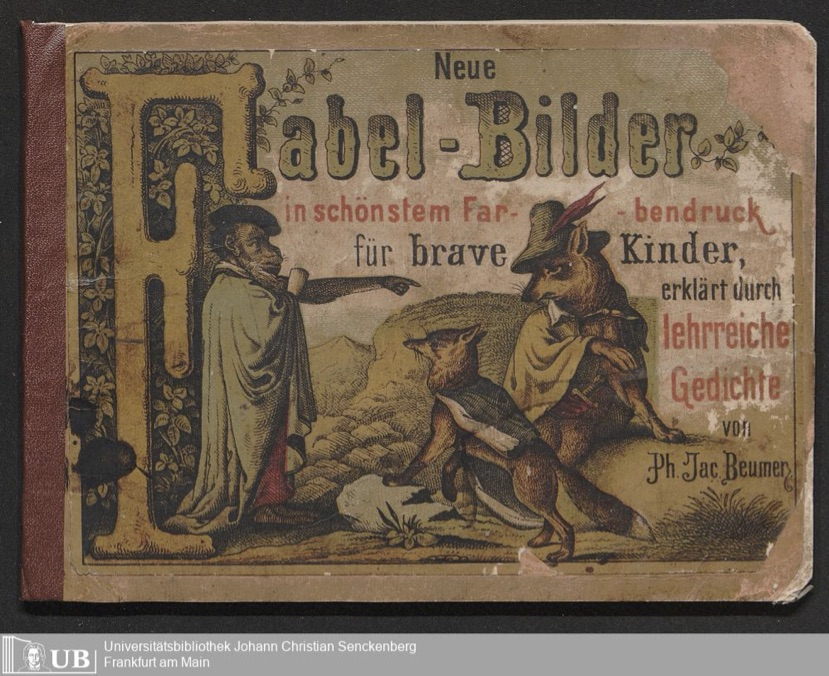
Cover

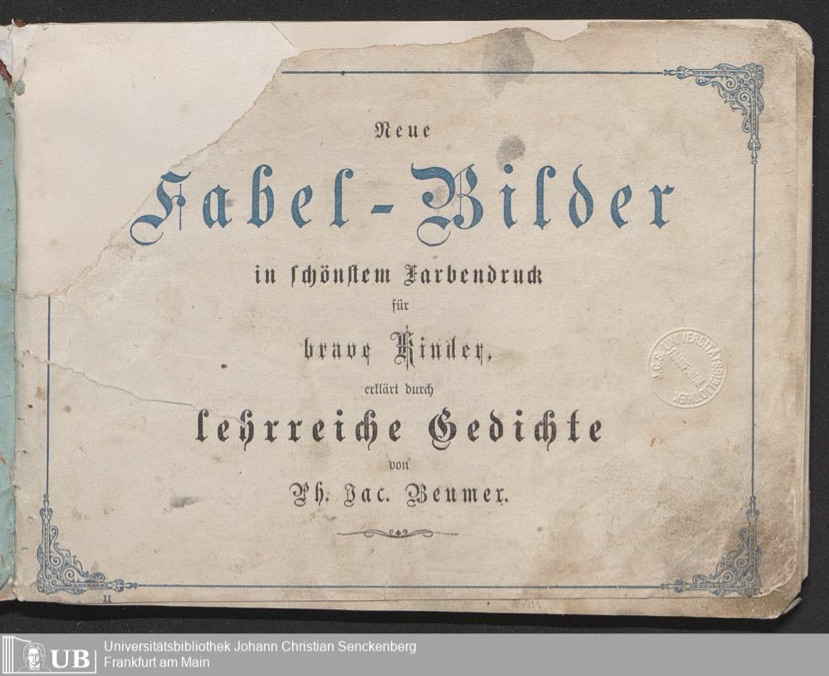
Titelseite

Neue Fabel-Bilder in schönstem Farbendruck für brave Kinder erklärt durch lehrreiche Gedichte ist eine Gedichtesammlung von Philipp Jacob Beumer und wurde um 1870 veröffentlicht.

## Knabe und Biene
Ein Knabe beobachtet Bienen beim Fliegen und findet dies lustig. Er stellt sich die Frage, ob es für Bienen nicht eine anstrengende Arbeit ist. Die Biene antwortet, dass wer im Frühling fleißig arbeite, im Winter genug zu essen habe. Die Erzählung endet damit, dass die Biene dem Jungen rät, im Leben fleißig zu sein.:[S. 2 f. = S. 4 f. des Scans]

## Rabe

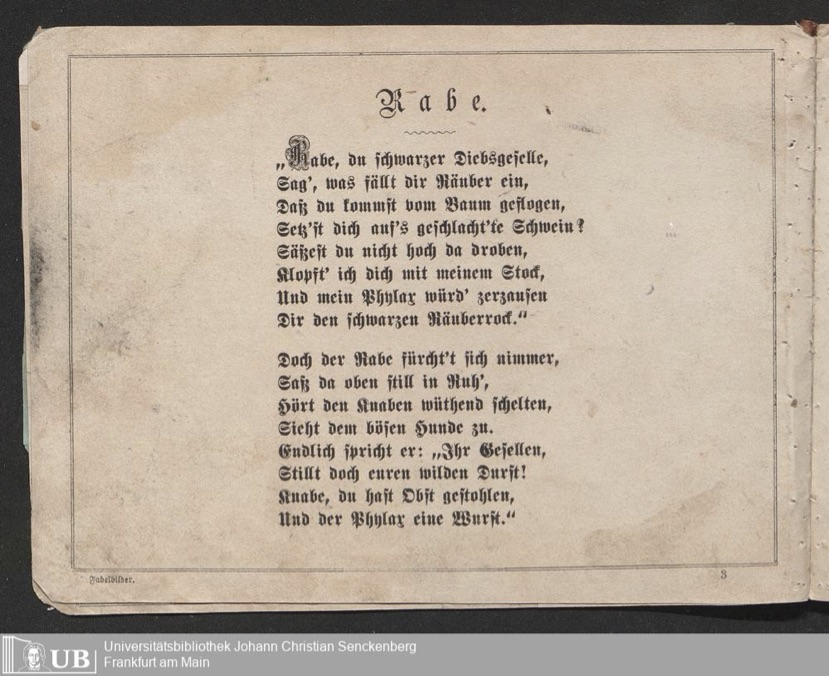
Gedicht „Rabe“

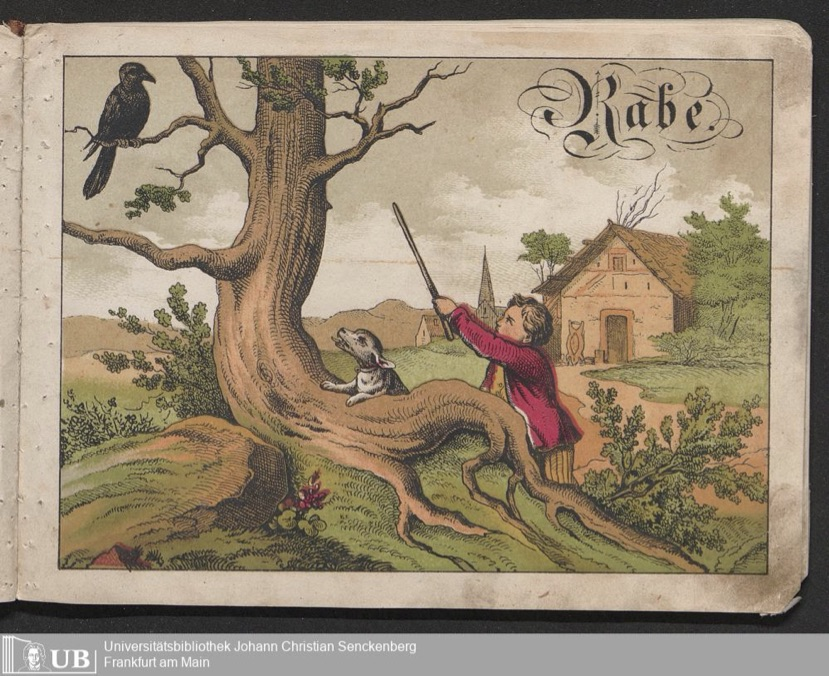
Bild zum Gedicht „Rabe“

Der Rabe ist ein Räuber, der Sachen stiehlt. Der Erzähler würde gerne einen Hund vorschicken, um dem Raben etwas anzutun. Das ist aber unmöglich, da der Rabe fliegen kann. Der Rabe berichtet, dass der Knabe und der Hund auch gestohlen hätten, weshalb diese nicht unschuldig seien.:[S. 4 f. = S. 6 f. des Scans]

## Knabe und Kätzchen
Ein Knabe ärgert eine Katze. Seine Mutter ermahnt ihn und will, dass er sich seinen Schulsachen widmet. Der Knabe Peter hört nicht auf und wird deshalb von der Katze ins Gesicht und auf den Händen gekratzt.:[S. 6 f. = S. 8 f. des Scans]

## Dieb und Hund
Ein Dieb möchte in ein Haus einbrechen, welches er beobachtet. Den das Haus bewachenden Hund will der Dieb mit einem Knochen bestechen. Jedoch geht der Hund nicht auf die Bestechung ein und sagt dem Dieb, dass er verschwinden solle. Der Bewohner des Hauses bekommt dies mit, nimmt seine Flinte, vertreibt den Dieb und lobt seinen Hund.:[S. 8 f. = S. 10 f. des Scans]

## Rose und Lilie
Eine Rose und eine Lilie überhäufen sich gegenseitig mit Komplimenten. Der beobachtende Blumenengel ist darüber sehr erfreut. Die Erzählung wird durch einen Absatz getrennt und daraufhin sagt der Blumenengel, dass Kinder die schönsten Blumen sind.:[S. 10 f. = S. 12 f. des Scans]

## Mann und Fliege
Ein paar Kinder quälen Fliegen auf einer Wiese. Ein Bauer lacht daraufhin, was eine der Fliegen sehr verärgert. Der Zorn der Fliege führt dazu, dass sie sich auf die Nase des Bauern setzt und ihn zur Bestrafung sticht. Daraufhin wird seine Nase dick und rot.:[S. 12 f. = S. 14 f. des Scans]

## Die beiden Krähen
Eine alte Krähe findet einen Knochen zum Essen. Kurz darauf kommt eine junge Krähe dazu und möchte auch etwas abhaben. Die alte möchte jedoch nicht teilen und vertreibt die junge Krähe daraufhin. Die Vöglein und Eichhörnchen aber leben friedlich miteinander und alle Tiere sollten es ihnen gleichtun (auch Krähen).:[S. 14 f. = S. 16 f. des Scans]

## Mägdlein und Vöglein
Eine Magd füttert jeden Tag die Vögel. Im Herbst fliegen sie in den Süden und im Frühjahr kehren sie zurück. Sie kehren jedoch jedes Jahr zum Haus der Magd zurück, um gefüttert zu werden.:[S. 16 f. = S. 18 f. des Scans]

## Knabe und Flüsschen
Ein Knabe geht spazieren und kommt zu einem Fluss. Als er einen Nussbaum entdeckt, möchte er eine Nuss haben. Der Knabe sagt dem Fluss, dass er vorbeifließen soll, damit er zu dem Baum gelangen kann. Der Fluss antwortet, dass der Junge dumm sei und sich mehr anstrengen müsse, wenn er eine Nuss haben möchte. Der Junge jedoch gibt sich keine Mühe und wird zu einem armen Mann. Man soll sich also anstrengen, wenn man etwas erreichen möchte!:[S. 18 f. = S. 20 f. des Scans]

## Magd und Kuh
Eine Kuh möchte Futter von einer Magd haben. Die Magd denkt, dass das ganze Futter für die Kuh alleine ist und hält sie für habgierig. Die Kuh erklärt der Magd jedoch, dass das Futter für ihr Kälbchen sei. Daraufhin freut sich die Magd über die Fürsorglichkeit der Kuh. Das lyrische Ich wendet sich an den kindlichen Leser und erklärt ihm, dass man nicht habgierig sein soll und dass Mütter sich immer um ihre Kinder kümmern.:[S. 20 f. = S. 22 f. des Scans]

## Knabe und Schneemann
Einige Kinder bauen gemeinsam einen Schneemann. Sie verzieren ihn mit einem Mund und einem Hut. Die Kinder waren zuvor fleißig in der Schule gewesen. Wer zuvor fleißig ist, darf auch draußen spielen!:[S. 22 f. = S. 24 f. des Scans]

## Mädchen und Rute
Wenn man Angst vor der Rute hat, dann hat man was verbrochen. Es bringe etwas, Kinder mit der Rute zu schlagen, da sie sich danach bessern wollten. Wenn das Kind jedoch immer auf die Eltern hört, dann könne es furchtlos in den Spiegel blicken.:[S. 24 f. = S. 26 f. des Scans]

## Werkausgabe
- Philipp Jacob Beumer: Neue Fabel-Bilder in schönstem Farbendruck für brave Kinder, erklärt durch lehrreiche Gedichte. Hrsg.: Philipp Jacob Beumer. Bagel, Wesel 1870, OCLC 252849596, urn:nbn:de:hebis:30:4-153026 (25 unpaginierte Seiten).